# Dinastia dos Amalos

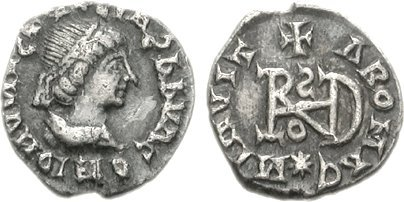
Síliqua de r.

Os Amalos (em alemão: Amaler; em latim: Amali), também conhecidos como Amalingos ou Amelungos, foram uma dinastia reinante dos godos, um povo germânico que entrou em contado com o Império Romano a partir o século III. A origem e história dos Amalos é descrita na obra Gética de Jordanes, na qual é fornecida uma genealogia das 19 gerações de governantes Amalos, desde seu fundador Gaute até Vitige (r. 536–540), que ligou-se à família por seu casamento com Matasunta.
Os Amalos posteriormente tornaram-se a casa real dos ostrogodos e fundaram os Reinos Ostrogóticos da Panônia e Itália. Durante o reinado do rei Alarico II (r. 484–507) do Reino Visigótico, o casamento do rei com Teodegoda, filha de Teodorico, o Grande (r. 474–526), levou a união das casas dinásticas visigótica e ostrogótica; dessa união nasceu Amalarico (r. 511–531).

## Genealogia
De acordo com o relato de Jordanes a genealogia dos Amalos é como se segue:
| “ | Agora o primeiro destes heróis, como eles próprios relatam em suas lendas, era Gaute, que gerou Hulmul. E Hulmul gerou Hagal; e Hagal gerou ele que foi chamado Amal, de quem o nome do Amalos advém. Esse Amal gerou Hisarna. Hisarna, além disso, gerou Ostrogoda, e Ostrogoda gerou Hunuino, e Hunuino por sua vez gerou Atal. Atal gerou Aquiulfo e Odulfo. Agora Aquiulfo gerou Ansila e Ediulfo, Vultulfo e Hermenerico. E Vultulfo gerou Valaravano e Valaravano gerou Vinitário. Vinitário, além disso, gerou Vandalário; Vandalário gerou Teodomiro e Valamiro e Videmiro; e Teodomiro gerou Teodorico. Teodorico gerou Amalasunta; Amalasunta gerou Atalarico e Matasunta de seu marido Eutarico, cuja raça foi assim unida a dela em parentesco. O supracitado Hermenerico, o filho de Aquiulfo, gerou Hunimundo, e Hunimundo gerou Torismundo. Agora Torismundo gerou Berimundo, Berimundo gerou Veterico e Veterico, por sua vez, gerou Eutarico, que casou com Amalasunta, e gerou Atalarico e Matasunta. Atalarico morreu nos anos de sua infância, e Matasunta casou com Vitige, de quem ela não gerou filho. Ambos foram levados juntos por Belisário para Constantinopla. Quando Vitige passou dos assuntos humanos, Germano, o patrício, um primo do imperador Justiniano, tomou Matasunta em casamento e a fez uma patrícia ordinária. E dela ele gerou um filho, também chamado Germano. Mas após a morte de Germano, ela determinou-se a permanecer uma viúva. | ” |

## História

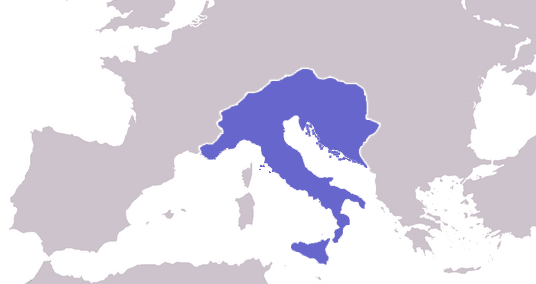
Reino Ostrogótico sob r.

Segundo a Gética, em algum momento após a migração gótica de Gotiscandza para Aujo sob Filímero, os ostrogodos (grutungos) passaram a ser governados pelos Amalos, enquanto os visigodos (tervíngios) pelos Baltos. Os Amalos permaneceram uma família grutunga proeminente, principalmente durante o reinado de Hermenerico, no século IV. Nesse período, os hunos sob Balamber atacaram os godos e fizeram dos grutungos seus vassalos. Os Amalos continuaram a reinar sob suserania huna e participaram na batalha dos Campos Cataláunicos sob Átila, o Huno (r. 434–453).
Com a morte de Átila, os irmãos Teodomiro (r. 451–474/475), Valamiro (r. 451–465) e Videmiro (r. 451–473) rebelaram-se contra os hunos, derrotando-os na batalha de Nedao e conseguindo a independência de seu povo. Depois disso, foram reassentados na Panônia sob consentimento do imperador Marciano (r. 450–457) e fundaram um Reino Federado na região. Teodorico, o Grande, filho de Teodomiro, em 493, fundaria o Reino Ostrogótico da Itália. Em ca. 494, uniu as dinastia ostrogótica e visigótica com o casamento de sua filha Teodegoda com Alarico II (r. 484–507) e mais adiante, em 515, uniu os dois ramos Amalos existente ao casar sua outra filha Amalasunta com Eutarico.

## Na literatura
Na Canção dos Nibelungos e alguns outros poemas épicos medievais germânicos, os seguidores de Teodorico de Verona são referidos como Amelungos. Em outros casos, Amelungo é reinterpretado como o nome dos ancestrais de Teodorico. A Crônica dos Imperadores também refere-se a família de Teodorico como Amelungos, e em uma carta do bispo Meinardo de Bamberga, bem como nos Anais de Quedlimburgo, Amelungo é usado para referir-se ao próprio Teodorico.